# کالج سوارثمور

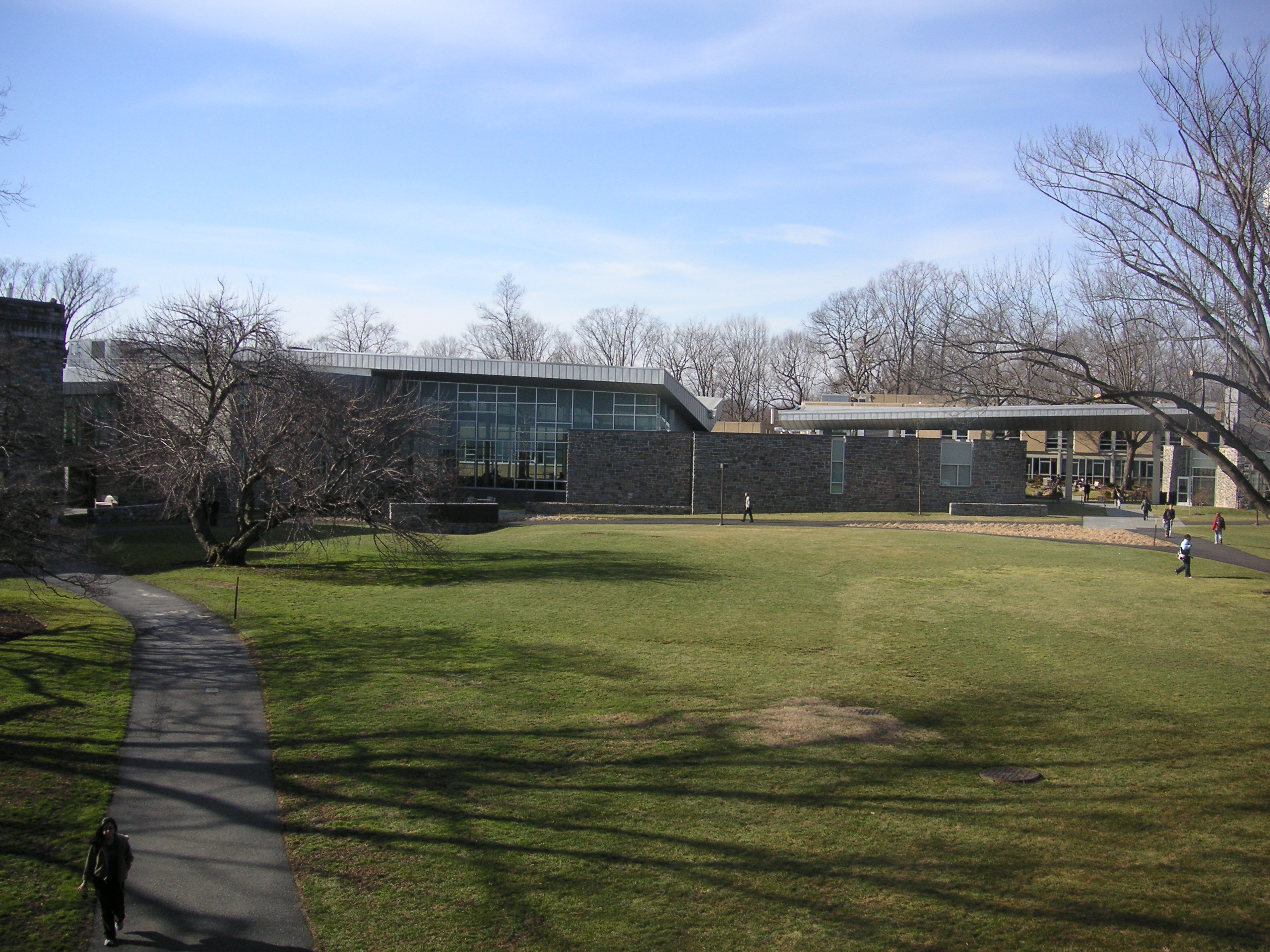
دانشکده علوم

کالج سوارثمور (به انگلیسی: Swarthmore College) یکی از دانشگاه‌های ایالات متحده آمریکا بوده و در نزدیکی فیلادلفیا واقع است.